# Olibrinus ormaraensis
Olibrinus ormaraensis is een pissebed uit de familie Olibrinidae. De wetenschappelijke naam van de soort is voor het eerst geldig gepubliceerd in 2004 door Syed Muhammad Anwar Kazmi.